# Une fille à aimer
Pour les articles homonymes, voir Just the Way You Are.
Pour plus de détails, voir Fiche technique et Distribution.
Une fille à aimer (Just the Way You Are) est un film américain d'Édouard Molinaro, sorti en 1984.

## Synopsis
Susan est une flûtiste professionnelle de Philadelphie, handicapée depuis l'enfance et obligée de porter une attelle pour se déplacer. Elle est prête à se marier avec son ami Frank, un banquier d'affaires homosexuel, afin de l'aider à cacher sa sexualité pour qu'il puisse progresser dans les affaires et obtenir une grande promotion, mais elle décide de ne pas le faire lorsqu'elle se rend compte que le mariage ne répondra pas à ses besoins sexuels (ni aux siens). Peu après, elle accepte l'offre d'une tournée de concerts en Europe. À Paris, elle a l'idée de dissimuler sa jambe en la plâtrant et de se rendre seule dans les Alpes françaises pour y être soignée sérieusement. Susan, qui ne cherche pas la romance, s'intéresse à Peter, un photographe de presse. Ils tombent rapidement amoureux et Peter se débarrasse de son insupportable et narcissique petite amie Bobbie pour elle. Susan est forcée de décider si elle doit dire à Peter la vérité sur elle-même.

## Fiche technique
Sauf indication contraire, les informations mentionnées dans cette section peuvent être confirmées par la base de données cinématographiques IMDb,  présente dans la section « Liens externes ».
- Titre français : Une fille à aimer[1],[2]
- Titre français québécois : Tendres vacances
- Titre original : Just the Way You Are
- Réalisation : Édouard Molinaro, assisté de Marc Rivière et d'Étienne Dhaene
- Scénario : Allan Burns
- Photographie : Claude Lecomte
- Montage : Georges Klotz, Claudio Ventura
- Musique : Vladimir Cosma
- Production : Leo L. Fuchs
- Société de production : Metro-Goldwyn-Mayer
- Pays de production :  États-Unis
- Langue originale : anglais américain
- Format : Metrocolor - 1,85:1 - Son stéréo - 35 mm
- Durée : 94 min
- Genre : Comédie romantique
- Date de sortie : 
  - États-Unis : 16 novembre 1984
  - France : 1987 (sortie VHS)

## Distribution
- Kristy McNichol : Susan Berlanger
- Michael Ontkean : Peter Nichols
- Kaki Hunter : Lisa Elliott
- Robert Carradine : Sam Carpenter
- André Dussollier : François Rossignol
- Catherine Salviat : Nicole Schaillon
- Timothy Daly : Frank Bantam
- Gérard Jugnot : le réceptionniste de l'hôtel Mont-Blanc
- Béatrice Masson : la demoiselle du vestiaire
- Alexandra Paul : Bobbie
- Lance Guest : Jack, l'homme du service d'accueil téléphonique
- Patrick Cassidy : Steve Haslachez
- André Oumansky : le médecin de Paris
- Billy Kearns : Earl Cooper, le chef de Frank
- Joyce Gordon : la femme du service d'accueil téléphonique
- Wayne Robson : le responsable du théâtre
- Jean-Claude Ostrander : le moniteur de ski français
- Garrick Dowhen : Bill Holland, le moniteur de ski américain

## Production
Le film a été tourné à Toronto au Canada et en Haute-Savoie en France. Avant même de traverser l'Atlantique pour tourner en France, l'actrice Kristy McNichol se sent au plus mal. Elle est à un moment de sa carrière où des doutes l'assaillent et où elle pleure sans arrêt. En Europe, sa dépression s'intensifie, et la production a dû être interrompue pendant un an, le temps qu'elle se rétablisse. Kristy a déclaré qu'elle était prête à reprendre le travail au bout d'un mois, mais que le tournage des scènes de neige de la seconde partie du film devrait attendre l'hiver suivant. Dans son autobiographie Intérieur soir, Édouard Molinaro se souvient des caprices de son actrice comme difficile à vivre : « Rideau. Fin du rêve américain ».

## Accueil public
Le film engrange 7 889 694 dollars américains de recettes lors de sa sortie dans 1 190 cinémas aux États-Unis.
En France, le film ne sort dans une version doublée en français qu'en VHS en 1987,.